# Этот странный новый мир...
«Этот странный новый мир…»  (англ. Strange new world...) — четвёртая серия фантастического сериала «Звёздный путь: Энтерпрайз» из саги Звёздный путь.

## Резюме
Энтерпрайз сталкивается с новым миром очень похожим на Землю. Маленькая команда остается на поверхности на ночь, чтобы продолжить исследовать планету. В течение ночи, яростная буря вынуждает команду спрятаться в местную пещеру. Там, в пещере, члены команды полагают, что они не одни.

## Подробности

### Акт 1
Энсин Катлер, учёная-энтомолог на борту «Энтерпрайза», сидит в столовой за тарелкой вулканского супа «Пломик» и читает энтомологический справочник. К ней подходит энсин Новакович и заводит беседу, но она прекращается, когда «Энтерпрайз» выходит из варпа поблизости от планеты класса «Миншара» (то есть класса «М» — пригодная для жизни планета). Большая часть людей в столовой подходит к иллюминаторам.
Тем временем на мостике капитан Джонатан Арчер просит Т'Пол провести сканирование планеты, она сообщает, что состав атмосферы близок к земному (17 % кислорода и 81 % азота), признаков наличия гуманоидных форм жизни нет. КапитанАрчер принимает решение спуститься на поверхность планеты на шаттлах. Т'Пол рекомендует сначала тщательно просканировать поверхность планеты и только потом высаживаться. Но, так как обзор занял бы 6-7 суток, Арчер не меняет своего решения.
Энсин Катлер во время погрузки на шаттлы пробует наладить с Т'Пол разговор, — безрезультатно. Коммандер Такер вскользь замечает, что «легче наладить общение с комнатной мухой, чем с Т'Пол».

### Акт 2
Позже, шаттл приземляется в северном умеренном зональном климате — на полянке, окруженной лиственными деревьями, в яркий солнечный день. Корабельный пес Портос первый выходит из шаттла (Трип подмечает: «куда ещё не ступала лапа собаки»).
Т'Пол проводит анализ окружающей среды ручным трикодером, но Арчер просит её отвлечься, хоть на мгновенье и заметить потрясающую красоту здешних мест.
Трип тут же принимается фотографировать всё вокруг. Заметно, что подобные пейзажи в диковинку для Мэйвизера, ведь он немалую часть жизнь провёл на грузовом корабле в глубоком космосе. Энсин Катлер исследует здешнюю флору и фауну. Когда подходит конец отведённому для исследований времени, капитанАрчер и Трип опаздывают на десять минут к месту сбора, и Т'Пол это отмечает.
Т'Пол просит оставить её, Энсина Катлер и Новаковича на поверхности для того, чтобы изучить ночную фауну планеты. Мейвизер и Трип тоже просят оставить их. Арчер одобряет их решение.

### Акт 3
Поздний вечер. Группа высадки собралась около костра посреди маленького палаточного лагеря. Все, кроме Т’Пол, оживлённо разговаривают, она же занята анализом полученных данных. Мейвизер рассказывает страшные истории, связанные с космосом, вызывая обратную ожидаемой реакцию — смех. Энсин Катлер указывает Солнце на ночном небе. Новакович жалуется на головную боль и отправляется в палатку. Внезапно с юго-запада приближается шторм, и исследователи вынуждены укрыться в палатках. Новаковичу кажется, что он услышал человека за пределами палаточного лагеря, но Катлер заявляет, что это просто ветер. Трип и Мейвизер внезапно обнаруживают в палатке существо родственное земному скорпиону. После этого Трип предлагает Т’Пол укрыться в пещере, которую она обнаружила днём и там переждать бурю. Т’Пол соглашается. Тем временем Малькольм Рид тоже замечает бурю и докладывает Арчеру. Узнав о намерениях группы высадки Арчер соглашается с ними.

### Акт 4
Уже перебравшись в пещеру, Трип вспоминает, что всю пищу они забыли в палатках и Мейвизерр отправляется к месту, где ранее был разбит лагерь, но на его месте ничего обнаружить он не смог. Среди деревьев он вдруг замечает Трипа с несколькими неизвестными ему людьми в форме Звёздного флота. По его возвращении Т’Пол напоминает ему, что никакие разумные формы жизни на планете не найдены, а Коммандер Такер не покидал пещеры. Новакович заявляет, что слышал доносящиеся из глубины пещеры странные звуки и бежит из пещеры на поверхность, а возвратить его обратно отправляются Трип и Мейвизер. Т’Пол, взяв два оставшихся фазера, отдаёт один Катлер, другой же берёт сама. Затем отправляется исследовать пещеру, оставив Катлер одну в центральной области. Тем временем, преследуя Новаковича, Трип замечает как из большого куска камня является негуманоидная форма жизни. Мейвизер делает предположение, что именно по этой причине сканеры не засекли на поверхности ОРГАНИЧЕСКИЕ формы жизни. Тем временем Катлер, услышав голоса, отправляется вглубь пещеры и видит Т’Пол, ведущую беседу с негуманоидными формами жизни, впрочем те тут же куда-то исчезают, а Т'Пол заявляет Катлер, что всё это галлюцинации.
Вернувшись, Трип докладывает Арчеру о пропаже Новаковича и замеченных им странных формах жизни. Катлер заявляет, что Т'Пол общалась с ними, на что Т'Пол отвечает, что скалы в пещере которых они сейчас расположены, состоят лишь из известняка и кормолита и ничего более. Тем не менее, команда явно начинает настороженно относиться к Т'Пол.

### Акт 5
По коммуникатору Арчер связывается с Новаковичем и предлагает ему вернуться в пещеру, на что Новакович «посылает к чёрту» Арчера. Тем временем в пещере Т’Пол пытается восстановить доверие к себе, на что Трип отмечает, что это и не понадобилось бы, если бы вулканцы были честны с землянам всегда и во всём, и не создавали о себе такого мнения, и не давали поводы для подобных подозрений. Арчер связывается с группой и предлагает им пройти 120 метров от входа, чтобы шаттл их смог подобрать.
К сожалению, шаттл сталкивается бортом со скалой, не справившись с сильнейшим ветром и повреждает один из маневровых двигателей — явно заметна утечка плазмы. Арчер вынужден сообщить, что команде придётся вернуться в пещеру, потому как подобрать их таких условиях он не сможет. Вернувшись в пещеру группа высадки все больше впадает в паранойю. Т’Пол всё пытается изменить обстоятельства, но Трип наставляет на неё фазер и приказывает сесть и сидеть смирно.
Тем временем, Арчер вспоминает о Новаковиче и приказывает телепортировать его на борт «Энтерпрайза». Во время телепортации прутики и листья, что витали от бури, попали в область транспортера и потому Новакович появился на борту с листьями и прутиками, почти слившимися с его телом.
В пещере Т’Пол просматривает полученные данные. Трип нервно меряет пещеру взад-вперёд. Остальные, привалившись к стене пещеры, отдыхают. Т’Пол заявляет, что фактически ничего научно-значимого экспедиция не дала и что время фактически было потрачено впустую. Внезапно Трип конфискует у Т’Пол сканер и заявляет, что использует его как доказательство её обманов. На это Т’Пол отвечает, что всё же некоторые полезные сведения она извлекла из этой экспедиции: например, что люди в стрессовых ситуациях становятся гораздо более опасными, чем кажутся обычно.
Далее Трип уже откровенно невменяем — он заявляет, что Т’Пол вступила в сговор с местными неорганиками с целью загубить весь экипаж «Энтерпрайза» — ведь вулканцы с самого начала были против его миссии. Т’Пол сердито одёргивает его, заявляя, что всё, что она видит, так это только больного в бреду. Тем временем, Арчер связывается с группой и сообщает, что Новакович под присмотром Флокса и что доктор обнаружил в крови Новаковича Трополизин — сильный галлюциноген. То есть причиной стала содержащая трополизин пыльца местных растений, витавшая в воздухе и принесённая бурей. Т’Пол заявляет, что Трип держит её на прицеле, Трип опять сообщает уже Арчеру о якобы заговоре между Т’Пол и кремнийорганической формой жизни. Арчер пытается его переубедить но безрезультатно, Трип целится фазером в тёмные углы пещеры и требует, чтобы кремнийорганики не таились трусливо а честно выходили на бой. Потом он ведёт диалог со своим воображаемым учителем мистером Великом о том, как он должен защитить свою команду.
Т’Пол, воспользовавшись галлюцинациями Трипа, хватает лежащий поблизости фазер и целится в коммандера. Тем временем Арчера вызывает Флокса. Новакович в тяжёлом состоянии. Рид сообщает капитану, что лишь только через девять часов они смогут забрать группу высадки. Арчер интересуется у Флокса, доживут ли до указанного срока люди из группы высадки, на что Флокс отвечает, что не имеет никакого понятия. К счастью, Флокс уже узнал, что инопровалин может в этой ситуации помочь. Арчер связывается с Т’Пол, она докладывает, что Мейвизер и Катлер в бессознательном состоянии, а Трип по-прежнему держит её на прицеле. Арчер говорит, что ко входу пещеры они скоро телепортируют инъекции инопровалина. Т’Пол обращает внимание Арчера на то, что при любой попытке направиться к выходу Трип, скорее всего, выстрелит в неё не раздумывая. Трип продолжает бредить про теорию заговора. На просьбу Арчера подобрать инъекции инопровалина он дал отказ, заметив за спиной привидевшуюся ему кремнийорганическую форму жизни. Затем, Арчер заявляет, что Звёздный флот поставил перед ними, а точнее перед субкоммандером Т’Пол, задачу установить контакт с этой странной расой.
Хоши обращается к Т’Пол на вулканском языке с просьбой подыграть капитану. Т’Пол начинает что-то вещать на вулканском языке, обращаясь к стенам. Арчер убеждает таки Трипа сложить оружие тем «фактом», что если он и дальше будет мешать налаживанию контакта, то кремнийорганики обещают уничтожить «Энтерпрайз», и Т’Пол тут же парализует Трипа фазером. Затем Т’Пол добирается до выхода, где её уже дожидаются капсулы с инапровалином. По очереди, она делает всем инъекции и под конец себе, и кажется что она облегчённо вздыхает.

### Акт 6
Под утро очнувшийся Трип заявил Т’Пол: «бросьте вызов вашим предвзятым мнениям или они бросят вызов вам» и продолжил, что так говорил его бывший учитель экзобиологии в 10 классе, Мистер Велик (вулканец!). Мейвизерр интересуется состоянием Новаковича и Т’Пол говорит, что с ним скоро всё будет в порядке. Затем, группа высадки направляется к приземлившемуся неподалёку шаттлу…
По канону известно, что впоследствии звездная система с этой планетой получила имя Арчер. Сама же планета как четвёртая от своей звезды — Арчер IV. Прочие планеты системы, естественно, в порядке удаления от Светила соответственно: «Арчер I, II, III». Планета, из-за галлюциногенной пыльцы в атмосфере, будет непригодна для жилья колонистам до начала 2200-х, когда противоядие к содержащемуся в пыльце галлюциногену будет найдено. К 2260-м, планета имела население нескольких сотен миллионов. Арчер IV также профигурировал в сериале «Следующее поколение».
- В этой серии Т’Пол впервые показала свою эмоциональность.
- В первоначальной версии серии предполагалась смерть Новаковича.
- Кремнийорганики, увиденные как галлюцинации напоминают тех, что были в 5 фильме «Звёздного пути»

## Цитаты
- Вы думаете что мы будем тут спокойно сидеть пока вы будете получать все удовольствия от исследований?
- оригинал:You expect us to sit up here for a week while probes have all the fun?

Трип
- Куда ещё ни одна собака не ступала прежде…
- оригинал:Where no dog has gone before

Трип, когда Портос покидает шаттл, ступая на поверхность нового мира.